# 圖魯季涅
50°59′20″N 33°18′31″E / 50.98889°N 33.30861°E
圖魯蒂內（烏克蘭語：Турутине）是位於烏克蘭東北部的村莊，由蘇梅州科諾托普區的波皮夫卡市鎮負責管轄。該村處於羅緬河左岸，距離烏利亞尼夫卡1公里，海拔高度166米，2001年人口86。